# Ân Hảo Tây
Ân Hảo Tây là một xã thuộc huyện Hoài Ân, tỉnh Bình Định, Việt Nam.
Xã Ân Hảo Tây có diện tích 29,93 km², dân số năm 2007 là 4464 người, mật độ dân số đạt 149 người/km².

## Hành chính
Xã Ân Hảo Tây được chia thành 5 thôn: Châu Sơn, Tân Sơn, Tân Xuân, Vạn Tín, Vạn Trung.